# Mexikanische Badmintonmeisterschaft 1936
Die Mexikanische Badmintonmeisterschaft 1936 fand in Mexiko-Stadt statt. Es war die vierte Auflage der nationalen Titelkämpfe von Mexiko im Badminton.	

## Titelträger
| Disziplin    | Sieger                                       |
| ------------ | -------------------------------------------- |
| Herreneinzel | Florentino Martínez Rico                     |
| Dameneinzel  | Lena Strackbein                              |
| Herrendoppel | Florentino Martínez Rico William R. Jennings |
| Damendoppel  | L. Soto Hay A. Mayer                         |
| Mixed        | Florentino Martínez Rico P. Gutiérrez        |